# Eugenia maestrensis
Eugenia maestrensis är en myrtenväxtart som beskrevs av Ignatz Urban. Eugenia maestrensis ingår i släktet Eugenia och familjen myrtenväxter. Inga underarter finns listade i Catalogue of Life.